# 2017-es Formula–1 amerikai nagydíj
Az amerikai nagydíj volt a 2017-es Formula–1 világbajnokság tizenhetedik futama, amelyet 2017. október 20. és október 22. között rendeztek meg az Amerikai Egyesült Államokbeli Circuit of the Americason, Austinban. Ezen a hétvégén Carlos Sainz Jr. már a Renault csapat színeiben versenyzett az előző futam után távozó Jolyon Palmer helyén, korábbi csapata, a Toro Rosso pedig visszahívta az előző két futamon nélkülözött Danyiil Kvjatot, valamint lehetőséget kapott az új-zélandi Brendon Hartley is, miután a Kvjat helyén bemutatkozó Pierre Gasly a hétvégén a japán Super Formula bajnoki címéért állt volna rajthoz.

## Szabadedzések

### Első szabadedzés
Az amerikai nagydíj első szabadedzését október 20-án, pénteken délelőtt tartották.
| helyezés | versenyző         | csapat/motor         | elért idő  | különbség | futott kör |
| -------- | ----------------- | -------------------- | ---------- | --------- | ---------- |
| 1        | Lewis Hamilton    | Mercedes             | 1:36,335   | −         | 18         |
| 2        | Sebastian Vettel  | Ferrari              | 1:36,928   | +0,593    | 20         |
| 3        | Valtteri Bottas   | Mercedes             | 1:36,979   | +0,644    | 10         |
| 4        | Max Verstappen    | Red Bull-TAG Heuer   | 1:37,339   | +1,004    | 21         |
| 5        | Stoffel Vandoorne | McLaren-Honda        | 1:37,352   | +1,017    | 26         |
| 6        | Felipe Massa      | Williams-Mercedes    | 1:37,570   | +1,235    | 23         |
| 7        | Kimi Räikkönen    | Ferrari              | 1:37,598   | +1,263    | 20         |
| 8        | Esteban Ocon      | Force India-Mercedes | 1:37,808   | +1,473    | 25         |
| 9        | Sergio Pérez      | Force India-Mercedes | 1:37,861   | +1,526    | 20         |
| 10       | Carlos Sainz Jr.  | Renault              | 1:38,093   | +1,758    | 24         |
| 11       | Kevin Magnussen   | Haas-Ferrari         | 1:38,408   | +2,073    | 16         |
| 12       | Lance Stroll      | Williams-Mercedes    | 1:38,534   | +2,199    | 25         |
| 13       | Nico Hülkenberg   | Renault              | 1:38,904   | +2,569    | 19         |
| 14       | Brendon Hartley   | Toro Rosso-Renault   | 1:39,267   | +2,932    | 28         |
| 15       | Romain Grosjean   | Haas-Ferrari         | 1:39,336   | +3,001    | 17         |
| 16       | Daniel Ricciardo  | Red Bull-TAG Heuer   | 1:39,366   | +3,031    | 14         |
| 17       | Sean Gelael       | Toro Rosso-Renault   | 1:40,406   | +4,071    | 25         |
| 18       | Marcus Ericsson   | Sauber-Ferrari       | 1:40,448   | +4,113    | 19         |
| 19       | Charles Leclerc   | Sauber-Ferrari       | 1:40,828   | +4,493    | 25         |
| 20       | Fernando Alonso   | McLaren-Honda        | idő nélkül | –         | 4          |

### Második szabadedzés
Az amerikai nagydíj második szabadedzését október 20-án, pénteken délután tartották.
| helyezés | versenyző         | csapat/motor         | elért idő | különbség | futott kör |
| -------- | ----------------- | -------------------- | --------- | --------- | ---------- |
| 1        | Lewis Hamilton    | Mercedes             | 1:34,668  | −         | 26         |
| 2        | Max Verstappen    | Red Bull-TAG Heuer   | 1:35,065  | +0,397    | 30         |
| 3        | Sebastian Vettel  | Ferrari              | 1:35,192  | +0,524    | 11         |
| 4        | Valtteri Bottas   | Mercedes             | 1:35,279  | +0,611    | 39         |
| 5        | Daniel Ricciardo  | Red Bull-TAG Heuer   | 1:35,463  | +0,795    | 24         |
| 6        | Kimi Räikkönen    | Ferrari              | 1:35,514  | +0,846    | 29         |
| 7        | Fernando Alonso   | McLaren-Honda        | 1:36,304  | +1,636    | 28         |
| 8        | Felipe Massa      | Williams-Mercedes    | 1:36,460  | +1,792    | 30         |
| 9        | Sergio Pérez      | Force India-Mercedes | 1:36,481  | +1,813    | 28         |
| 10       | Esteban Ocon      | Force India-Mercedes | 1:36,490  | +1,822    | 34         |
| 11       | Carlos Sainz Jr.  | Renault              | 1:36,529  | +1,861    | 30         |
| 12       | Nico Hülkenberg   | Renault              | 1:36,534  | +1,866    | 18         |
| 13       | Danyiil Kvjat     | Toro Rosso-Renault   | 1:36,761  | +2,093    | 40         |
| 14       | Kevin Magnussen   | Haas-Ferrari         | 1:37,285  | +2,617    | 17         |
| 15       | Stoffel Vandoorne | McLaren-Honda        | 1:37,463  | +2,795    | 31         |
| 16       | Lance Stroll      | Williams-Mercedes    | 1:37,788  | +3,120    | 27         |
| 17       | Brendon Hartley   | Toro Rosso-Renault   | 1:37,987  | +3,319    | 41         |
| 18       | Pascal Wehrlein   | Sauber-Ferrari       | 1:38,165  | +3,497    | 35         |
| 19       | Marcus Ericsson   | Sauber-Ferrari       | 1:38,262  | +3,594    | 22         |
| 20       | Romain Grosjean   | Haas-Ferrari         | 1:38,387  | +3,719    | 26         |

### Harmadik szabadedzés
Az amerikai nagydíj harmadik szabadedzését október 21-én, szombaton délelőtt tartották.
| helyezés | versenyző         | csapat/motor         | elért idő | különbség | futott kör |
| -------- | ----------------- | -------------------- | --------- | --------- | ---------- |
| 1        | Lewis Hamilton    | Mercedes             | 1:34,478  | −         | 15         |
| 2        | Sebastian Vettel  | Ferrari              | 1:34,570  | +0,092    | 19         |
| 3        | Valtteri Bottas   | Mercedes             | 1:34,692  | +0,214    | 17         |
| 4        | Kimi Räikkönen    | Ferrari              | 1:34,755  | +0,277    | 17         |
| 5        | Max Verstappen    | Red Bull-TAG Heuer   | 1:35,103  | +0,625    | 14         |
| 6        | Felipe Massa      | Williams-Mercedes    | 1:35,346  | +0,868    | 11         |
| 7        | Nico Hülkenberg   | Renault              | 1:35,608  | +1,130    | 21         |
| 8        | Carlos Sainz Jr.  | Renault              | 1:35,650  | +1,172    | 16         |
| 9        | Daniel Ricciardo  | Red Bull-TAG Heuer   | 1:35,723  | +1,245    | 17         |
| 10       | Sergio Pérez      | Force India-Mercedes | 1:35,802  | +1,324    | 16         |
| 11       | Esteban Ocon      | Force India-Mercedes | 1:35,965  | +1,487    | 17         |
| 12       | Lance Stroll      | Williams-Mercedes    | 1:36,118  | +1,640    | 12         |
| 13       | Fernando Alonso   | McLaren-Honda        | 1:36,239  | +1,761    | 15         |
| 14       | Stoffel Vandoorne | McLaren-Honda        | 1:36,599  | +2,121    | 14         |
| 15       | Brendon Hartley   | Toro Rosso-Renault   | 1:36,818  | +2,340    | 26         |
| 16       | Kevin Magnussen   | Haas-Ferrari         | 1:37,271  | +2,793    | 16         |
| 17       | Marcus Ericsson   | Sauber-Ferrari       | 1:37,319  | +2,841    | 17         |
| 18       | Pascal Wehrlein   | Sauber-Ferrari       | 1:37,807  | +3,329    | 15         |
| 19       | Romain Grosjean   | Haas-Ferrari         | 1:37,891  | +3,413    | 9          |
| 20       | Danyiil Kvjat     | Toro Rosso-Renault   | 1:38,500  | +4,022    | 6          |

## Időmérő edzés
Az amerikai nagydíj időmérő edzését október 21-én, szombaton futották.
| helyezés              | rajtszám | versenyző         | csapat/motor         | 1. rész  | 2. rész    | 3. rész     | rajthely | futott kör |
| --------------------- | -------- | ----------------- | -------------------- | -------- | ---------- | ----------- | -------- | ---------- |
| 1                     | 44       | Lewis Hamilton    | Mercedes             | 1:34,822 | 1:33,437   | 1:33,108    | 1        | 18         |
| 2                     | 5        | Sebastian Vettel  | Ferrari              | 1:35,420 | 1:34,103   | 1:33,347    | 2        | 18         |
| 3                     | 77       | Valtteri Bottas   | Mercedes             | 1:35,309 | 1:33,769   | 1:33,568    | 3        | 17         |
| 4                     | 3        | Daniel Ricciardo  | Red Bull-TAG Heuer   | 1:35,991 | 1:34,495   | 1:33,577[1] | 4        | 14         |
| 5                     | 7        | Kimi Räikkönen    | Ferrari              | 1:35,649 | 1:33,840   | 1:33,577[1] | 5        | 17         |
| 6                     | 33       | Max Verstappen    | Red Bull-TAG Heuer   | 1:34,899 | 1:34,716   | 1:33,658    | 16[2]    | 13         |
| 7                     | 31       | Esteban Ocon      | Force India-Mercedes | 1:35,849 | 1:35,113   | 1:34,647    | 6        | 17         |
| 8                     | 55       | Carlos Sainz Jr.  | Renault              | 1:35,517 | 1:34,899   | 1:34,852    | 7        | 17         |
| 9                     | 14       | Fernando Alonso   | McLaren-Honda        | 1:35,712 | 1:35,046   | 1:35,007    | 8        | 15         |
| 10                    | 11       | Sergio Pérez      | Force India-Mercedes | 1:36,358 | 1:34,789   | 1:35,148    | 9        | 19         |
| 11                    | 19       | Felipe Massa      | Williams-Mercedes    | 1:35,603 | 1:35,155   |             | 10       | 9          |
| 12                    | 26       | Danyiil Kvjat     | Toro Rosso-Renault   | 1:36,073 | 1:35,529   |             | 11       | 15         |
| 13                    | 2        | Stoffel Vandoorne | McLaren-Honda        | 1:36,286 | 1:35,641   |             | 20[3]    | 14         |
| 14                    | 8        | Romain Grosjean   | Haas-Ferrari         | 1:36,835 | 1:35,870   |             | 12       | 14         |
| 15                    | 27       | Nico Hülkenberg   | Renault              | 1:35,740 | idő nélkül |             | 18[4]    | 3          |
| 16                    | 9        | Marcus Ericsson   | Sauber-Ferrari       | 1:36,842 |            |             | 13       | 9          |
| 17                    | 18       | Lance Stroll      | Williams-Mercedes    | 1:36,868 |            |             | 15[5]    | 8          |
| 18                    | 39       | Brendon Hartley   | Toro Rosso-Renault   | 1:36,889 |            |             | 19[6]    | 7          |
| 19                    | 94       | Pascal Wehrlein   | Sauber-Ferrari       | 1:37,179 |            |             | 14       | 9          |
| 20                    | 20       | Kevin Magnussen   | Haas-Ferrari         | 1:37,394 |            |             | 17[5]    | 7          |
| 107%-os idő: 1:41,459 |          |                   |                      |          |            |             |          |            |

Megjegyzés:
- ↑ 1:  — Daniel Ricciardo és Kimi Räikkönen ezredre azonos időt értek el a Q3-ban, a jobb helyezés így Ricciardoé lett, mivel ő futotta meg előbb azt az időt.[4]
- ↑ 2:  — Max Verstappen autójába új belsőégésű motort, MGU-H-t és MGU-K-t szereltek be, ezért összesen 15 rajthelyes büntetést kapott.[5]
- ↑ 3:  — Stoffel Vandoorne autójába új erőforráselemeket szereltek be, ezért összesen 30 rajthelyes büntetést kapott.[6]
- ↑ 4:  — Nico Hülkenberg autójába új erőforrást, turbófeltöltőt és MGU-H-t szereltek be, ezért összesen 20 rajthelyes büntetést kapott.[7]
- ↑ 5:  — Lance Stroll és Kevin Magnussen 3-3 rajthelyes büntetést kaptak, miután feltartottak más versenyzőket az időmérő edzésen.[8]
- ↑ 6:  — Brendon Hartley autójába (amelyet Pierre Gasly vezetett korábban) új belsőégésű motort, akkumulátort, MGU-H-t és vezérlőelektronikát szereltek be, ezért összesen 25 rajthelyes büntetést kapott élete első futamára.[9][10]

## Futam
Az amerikai nagydíj futama október 22-én, vasárnap rajtolt.
| helyezés | rajtszám | versenyző         | csapat/motor         | futott kör | idő/kiesés oka   | rajthely | pont |
| -------- | -------- | ----------------- | -------------------- | ---------- | ---------------- | -------- | ---- |
| 1        | 44       | Lewis Hamilton    | Mercedes             | 56         | 1:33:50,991      | 1        | 25   |
| 2        | 5        | Sebastian Vettel  | Ferrari              | 56         | +10,143          | 2        | 18   |
| 3        | 7        | Kimi Räikkönen    | Ferrari              | 56         | +15,779          | 5        | 15   |
| 4[1]     | 33       | Max Verstappen    | Red Bull-TAG Heuer   | 56         | +16,768          | 16       | 12   |
| 5        | 77       | Valtteri Bottas   | Mercedes             | 56         | +34,967          | 3        | 10   |
| 6        | 31       | Esteban Ocon      | Force India-Mercedes | 56         | +1:30,980        | 6        | 8    |
| 7        | 55       | Carlos Sainz Jr.  | Renault              | 56         | +1:32,944        | 7        | 6    |
| 8        | 11       | Sergio Pérez      | Force India-Mercedes | 55         | +1 kör           | 9        | 4    |
| 9        | 19       | Felipe Massa      | Williams-Mercedes    | 55         | +1 kör           | 10       | 2    |
| 10       | 26       | Danyiil Kvjat     | Toro Rosso-Renault   | 55         | +1 kör           | 11       | 1    |
| 11       | 18       | Lance Stroll      | Williams-Mercedes    | 55         | +1 kör           | 15       |      |
| 12       | 2        | Stoffel Vandoorne | McLaren-Honda        | 55         | +1 kör           | 20       |      |
| 13       | 39       | Brendon Hartley   | Toro Rosso-Renault   | 55         | +1 kör           | 19       |      |
| 14       | 8        | Romain Grosjean   | Haas-Ferrari         | 55         | +1 kör           | 12       |      |
| 15[2]    | 9        | Marcus Ericsson   | Sauber-Ferrari       | 55         | +1 kör           | 13       |      |
| 16       | 20       | Kevin Magnussen   | Haas-Ferrari         | 55         | +1 kör           | 17       |      |
| ki       | 14       | Fernando Alonso   | McLaren-Honda        | 24         | erőforrás        | 8        |      |
| ki       | 3        | Daniel Ricciardo  | Red Bull-TAG Heuer   | 14         | erőforrás        | 4        |      |
| ki       | 94       | Pascal Wehrlein   | Sauber-Ferrari       | 5          | baleseti sérülés | 14       |      |
| ki       | 27       | Nico Hülkenberg   | Renault              | 3          | erőforrás        | 18       |      |

Megjegyzés:
- ↑ 1:  — Max Verstappen az utolsó körben megelőzte Kimi Räikkönent, így a harmadik helyen ért célba, ám az előzési manőver során négy kerékkel elhagyta a pályát, ezért 5 másodperces időbüntetést osztottak ki neki, amelynek következtében visszaesett a negyedik helyre.[11]
- ↑ 2:  — Marcus Ericsson 5 másodperces időbüntetést kapott a Kevin Magnussennel történt baleset okozásáért, ám helyezését ez nem befolyásolta.[12]

## A világbajnokság állása a verseny után
| H   | Versenyzők       | Pont | H   | Konstruktőrök        | Pont |
| --- | ---------------- | ---- | --- | -------------------- | ---- |
| 1.  | Lewis Hamilton   | 331  | 1.  | Mercedes             | 575  |
| 2.  | Sebastian Vettel | 265  | 2.  | Ferrari              | 428  |
| 3.  | Valtteri Bottas  | 244  | 3.  | Red Bull-TAG Heuer   | 315  |
| 4.  | Daniel Ricciardo | 192  | 4.  | Force India-Mercedes | 159  |
| 5.  | Kimi Räikkönen   | 163  | 5.  | Williams-Mercedes    | 68   |
| 6.  | Max Verstappen   | 123  | 6.  | Toro Rosso-Renault   | 53   |
| 7.  | Sergio Pérez     | 86   | 7.  | Renault              | 48   |
| 8.  | Esteban Ocon     | 73   | 8.  | Haas-Ferrari         | 43   |
| 9.  | Carlos Sainz Jr. | 54   | 9.  | McLaren-Honda        | 23   |
| 10. | Felipe Massa     | 36   | 10. | Sauber-Ferrari       | 5    |

(A teljes táblázat)

## Statisztikák
- Vezető helyen:
  - Sebastian Vettel: 5 kör (1-5)
  - Lewis Hamilton: 48 kör (6-19 és 23-56)
  - Kimi Räikkönen: 1 kör (20)
  - Max Verstappen: 2 kör (21-22)
- Lewis Hamilton 72. pole-pozíciója és 62. futamgyőzelme.
- Sebastian Vettel 32. versenyben futott leggyorsabb köre.
- A Mercedes 75. futamgyőzelme.
- Lewis Hamilton 116., Sebastian Vettel 97., Kimi Räikkönen 89. dobogós helyezése.
- Brendon Hartley első Formula–1-es versenye.
- Danyiil Kvjat utolsó versenye.[13]
- Esteban Ocon megdöntötte Max Chilton korábbi rekordját, aki a debütálásától számított első 25 futamon mindig célba tudott érni. Ocon a 2016-os belga nagydíjon mutatkozott be, és a 2017-es amerikai nagydíjig minden futamon célba ért, ez 26 sorozatban teljesített versenyt jelent.[14]
- Lewis Hamilton megdöntötte Michael Schumacher első rajtsorainak rekordját. Hamilton a 2017-es amerikai nagydíjon 117. alkalommal indulhatott az első rajtsorból, Schumachernek ez 116 alkalommal sikerült.[15]
- A Mercedes ezen a futamon megszerezte a 2017-es konstruktőri világbajnoki címet. Ezzel sorozatban negyedik konstruktőri címüket nyerték el.[16]